# Tossal del Xanda
El Tossal del Xanda és una muntanya de 1036 metres que es troba al municipi de Capafonts, a la comarca catalana del Baix Camp.